# Hans Magenschab
Hans Magenschab (* 1939 in Wien) ist ein österreichischer Journalist.
Nach dem Studium der Rechts- und Politikwissenschaften an der Universität Wien und Universität Salzburg war Magenschab als Journalist beim ORF tätig, später auch als Chefredakteur für Die Furche.
Von 1976 bis 1980 arbeitete Magenschab als Pressechef der späteren EVN AG. Danach fungierte er 10 Jahre lang als Chefredakteur der Wochenpresse, bevor er für vier Jahre als Leiter der Niederösterreich-Sparte des Kurier tätig war.
1994 wurde er Pressesprecher des österreichischen Bundespräsidenten Thomas Klestil und blieb es bis zu dessen Tod 2004. 
Er ist Mitglied der katholischen Studentenverbindungen KÖStV Frankonia Wien im MKV (seit 1955) und K.A.V. Bajuvaria Wien im ÖCV (seit 1957).

## Veröffentlichungen (Auswahl)
- Der Krieg der Großväter 1914–1918. Verlag der österreichischen Staatsdruckerei, Wien 1988.
- Andreas Hofer. Zwischen Napoleon und Kaiser Franz. Graz / Regensburg 1994, ISBN 3-222-11522-2.
- Josef II. Österreichs Weg in die Moderne. Amalthea, Wien 2006, ISBN 978-3-85002-559-1.
- Erzherzog Johann. Bauer.Bürger.Visionär. Styria Verlag, Wien, Graz, Klagenfurt 2008, ISBN 978-3-222-13255-1.
- Die geheimen Drahtzieher. Macht und Einfluss der Studentenverbindungen. Styria Verlag, 2011, ISBN 978-3-222-13344-2.
- Die Welt der Großeltern – Böhmen und Mähren.  Amalthea, Wien 2009, ISBN 978-3-85002-672-7.